# ژئوتکستایل

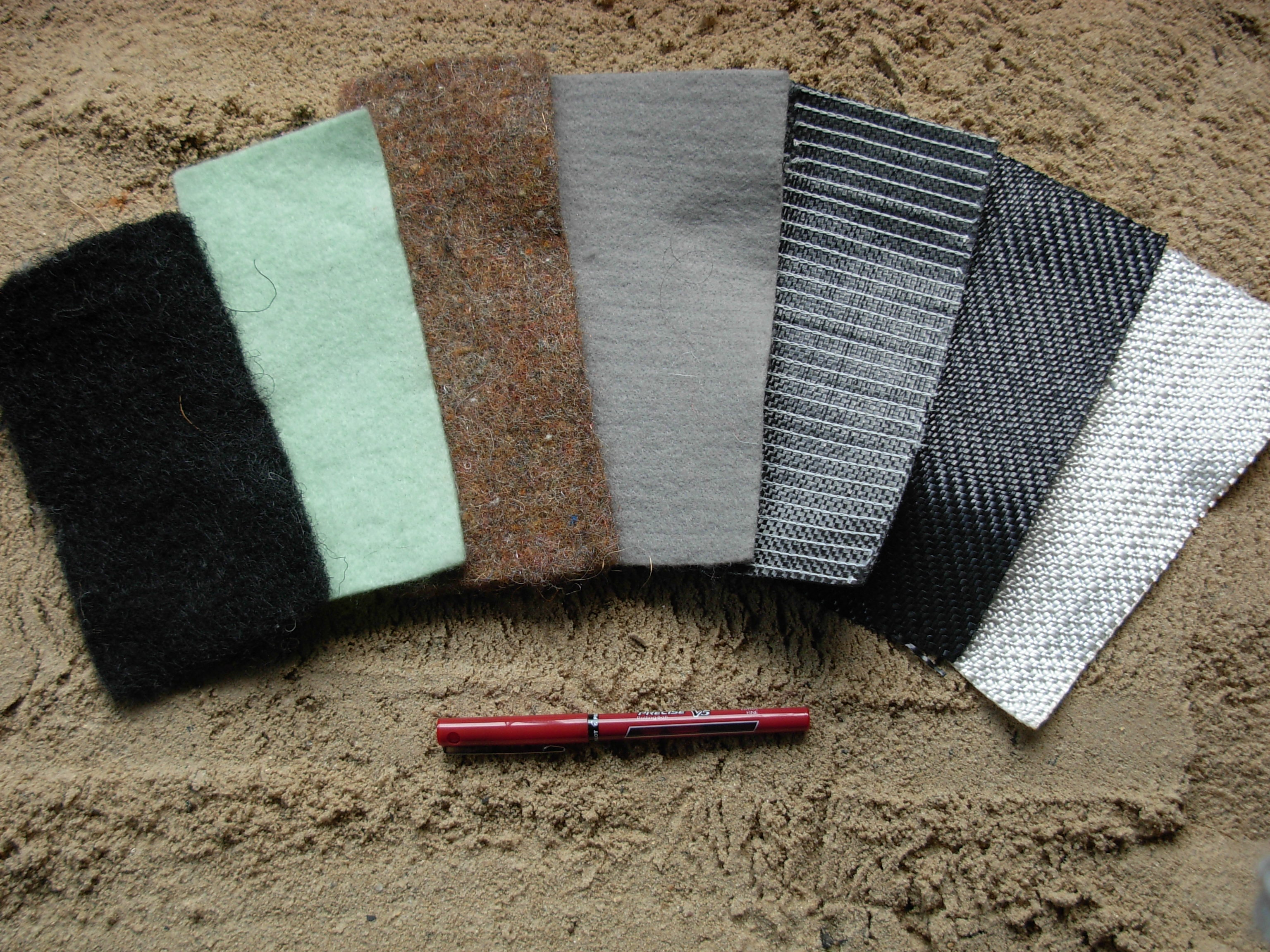
تصویری از چند ژئوتکستایل پرکاربرد در صنعت که منسوجاتی نفوذپذیر هستند.

ژئوتکستایل (به انگلیسی: Geotextile) منسوجاتی نفوذپذیر هستند که در هنگام استفاده همراه با خاک، توانایی جداسازی، فیلتر کردن، تقویت، حفاظت یا تخلیه را دارند. ژئوتکستایل‌ها به دوشکل لایه‌هافته و بافته هستند که بر پایه پلی استر و پلی پروپیلن و ترکیبی از سایر مواد پلیمری با گرماژ و ابعاد گوناگون تولید می‌شوند این نوع منسوج از کنارهم قرارگرفتن الیاف ریز پلیمری و در هم تنیدن تشکیل می‌شوند. آن‌ها با روش‌های گوناگون نظیر سوزنکاری (Needle Punching)، حرارتی (Heat Bonding) یا شیمیائی (Resin Bonding)، تولید می‌شود و دارای ساختاری نمدگونه و بدون تاروپودهای مشخص (بی بافت) است.
ساختار متخلخل باعث وجود خواص مطلوبی نظیر موئینگی و جذاب آب، آبگذری، تحمل فشار و ضربات، جذب قیر و از همه مهمتر امکان عبور انتخابی یعنی عبور دادن سیالات در حالی که ذرات خاک اجازه عبور ندارند.
ژئوتکستایل‌ها بر پایه پلی استرها (PES/PET) و پلی پروپیلن‌ها (P.P) به دو صورت بافته (Woven) و نبافته (Non woven) وجود دارد.
تولید ژئوتکستایل نبافته عمدتا با الیاف پلی استر و بعد از آن با الیاف پلی پروپیلن انجام میشود. الیاف پلی استر عمدتا در رنگ های سفید ، سبز ، قهوه ای تولید می شوند.
الیاف پلی پروپیلن با رنگ سفید وجود دارند.

## وظایف و کاربردها
از عمده وظایف مهم ژئوتکستایل در صنعت ساختمان و مهندسی عمران می‌توان به موارد زیر اشاره نمود:
زهکشی (Drainage) محافظت (Protection) کنترل فرسایش (Erosion control) جداسازی (separation) فیلتراسیون (Filtration) و مقاوم‌سازی (Reinforcement)
ژئوتکستایل به خاطر ایفای نقش‌هایی متنوع دارای زمینه‌های کاربردی فراوانی می‌باشد:
- نقش جداسازی در جاده
- روکش جاده
- زیر سازی جاده
- زیر سازی خط آهن
- سد سازی
- کنترل فرسایش
- دیواره‌های محافظ
- زهکشی زیر زمینی، پشت دیوار حائل، ستون‌ها و سطوح عمودی
- کنترل و نگهداری ضایعات
- سیستم جمع‌آوری مایعات و گازها
- حفاظت ژئوممبران
- ثبات و تحکیم خطوط آهن
- سیستم‌های محافظت و زهکشی زیر چمن مصنوعی
- لاینینگ و ایزولاسیون تونل‌ها
- استحصال زمین‌های باتلاقی
- مقاوم‌سازی زمین در برابر زلزله
- فیلتر در کانال‌های آبیاری
- فیلتر در سدهای خاکی
- مقاوم‌سازی
- حفاظت سواحل رودخانه و دریاها
- مخازن فاضلاب و لند فیل‌ها در ایزولاسیون تونلها
- مخازن ذخیره آب و مواد شیمیائی
- تحکیم بستر خاکریزها و شیبهای مصنوعی
- احداث باند فرودگاه

## نقش جداسازی در جاده
عامل عمده شکست جاده تزریق مواد لایه‌های مجاور به درون پی سنگ ریزه‌ای و پیامد آن نزول استحکام در لایه سنگ ریزه‌ای می‌باشد وقتی لایه سنگ ریزه‌ای روی لایه ساب گرید قرار گیرد، لایه زیرین آلوده به خاک گشته و زیر بار ترافیکی و ارتعاش، لایه سنگ ریزه‌ای پی (Aggregate)را به درون خاک تزریق می‌کند و موجب حرکت لایه به طرف بالا می‌گردد، در محل‌های مرطوب ترافیک موجب پمپ خاک‌های ساب گرید ضعیف به درون سنگ ریزه‌ها گردیده و تمامی این شرایط باعث کاهش کلفتی مؤثر لایه سنگ ریزه‌ای گشته و در نتیجه لایه حمایتی جاده تخریب می‌شود و عمر مفید جاده کاهش می‌یابد.
استفاده از ژئوتکستایل برای بهبود عملکرد بزرگراه‌ها، جاده‌های غیر فرشی، محل‌های پارکینگ، فرودگاه‌ها و باراندازها به عنوان عنصر جداکننده پیشنهاد می‌شود.

## زیر سازی جاده
ژئوتکستایل دراین کاربرد با توجه به شرایط محل در یک یا چند نقش اصلی به کار می‌رود در جداسازی بین ساب گرید و مواد سنگی و دانه‌ای واقع می‌گردد در فیلتراسیون ژئوتکستایل آب را چه تحت فشار و چه در حالت جریان ثابت با فیلتر از خود عبور خواهد داد و از عبور خاک نرم به لایه سنگی پی و لایه‌های زهکش جلوگیری می‌کند. در نقش مستحکم سازی موجب استحکام مواد نرم ساب گرید می‌شود؛ و میزان CBR را تا حد مطلوبی افزایش می‌دهد و با توزیع فشار منطقه‌ای و موضعی از فرورفتن مواد سنگی و دانه‌ای به درون ساب گرید نرم و مرطوب جلوگیری می‌کند و نیز نقش زهکشی در جاده را بهبود می‌بخشد.

## روکش جاده
منبع اصلی تخریب در فرش (روسازی) جاده تزریق آب ناخواسته به درون ساختار از طریق ترک موجود در سطوح فرش است هنگام ساخت یا تمدید فرش جاده‌ها الحاق ژئوتکستایل بین اندود اتصال (Tack coat) و لایه جدید آسفالت یک سد رطوبتی مؤثری را ایجاد می‌کند و زیر پی را در مقابل نفوذ آب سطحی حمایت می‌کند.

## سد سازی
کاربرد ژئوتکستایل در زمینه سد سازی برای ضدآب سازی و جلوگیری از نشست آب از بدنه سد شده و از تخریب تدریجی آن جلوگیری می‌نماید. در این کاربرد از ژئوتکستایل سنگین به عنوان لایه محافظ غشاء ژئوممبرین استفاده می‌شود. همچنین به عنوان زهکشی سطحی دیواره سد و انتقال رطوبت به زهکش‌های پائین سد عمل می‌کند.

## زیر سازی خط آهن
ژئوتکستایل در این کاربرد موجب تثبیت خط آهن می‌گردد. حفظ هندسی بستر خط آهن و در نقش جداسازی، بین مواد پی Ballast و زیر پی Sub ballast و نیز مهار سازی مواد پی و زیر پی در مقابل حرکات جانبی کمک می‌کند. ژئوتکستایل همچنین مکانیزمی را برای زهکشی جانبی (حاشیه‌ها) ایجاد می‌کند و عملکرد زهکشی را بهبود می‌بخشد.

## کنترل فرسایش
ژئوتکستایل در مواردی از جمله زهکشی، سواحل، سیستم‌های حفاظتی و اسکله به کار می‌رود و نیز برای کنترل دائمی فرسایش شبیه زهکشی زیر زمینی می‌باشد. بدون حضور ژئوتکستایل فیلتری، ضربات موج آب، مواد subgrade را زیر پوشش سنگی Rip rap یا بتن آرمه فرسایش می‌دهد.

## دیواره‌های محافظ
ژئوتکستایل به‌طور وسیع جهت استحکام بخشیدن به خاکریزه‌ها روی خاک‌های نرم، سیل‌بند و دیواره‌های نگهدارنده به کار می‌روند. حقیقتاً یک ژئوتکستایل به کار رفته جهت دیوار نگهدارنده می‌تواند تقریباً با کمتر از نیمی از هزینه یک دیوار نگهدارنده سنتی ساخته شود.

## کنترل نگهداری ضایعات
ژئوتکستایل برای ضایعات شهری و محل دفن زباله‌ها و ضایعاتی مضر و خطرناک، تالاب‌های تصفیه پساب همچنین مخازن نگهداری و کنترل ضایعات و دیگر سیستم‌های نگهداری سطحی توصیه شده‌است. این محصول کارایی سیستم را برای دفن زباله‌ها و هم برای طرح پاکیزه سازی آب زیر زمین افزایش می‌دهد.

## زهکشی زیر زمینی
ژئوتکستایل جایگزین فیلترهای خاکی متداول برای زهکشی تقریباً تمام ساختارها از سیستم‌های کنترل آب زیرزمینی فرش جاده‌ها، زیر ساخت‌های ساختمان سدها و دیوارها می‌باشند. ژئوتکستایل‌های نبافته سبک‌وزن تا وزن متوسط مناسب کاربرد فیلتر زهکش بوده و اجازه می‌دهند که آب زیر زمینی از هسته‌های زهکشی بگذرند و در عین حال از بسته شدن و گیر کردن سیستم زهکشی با خاک مجاور جلوگیری می‌کند.

## سیستم جمع‌آوری مایعات و گاز
ژئوتکستایل‌های نبافته و بافته شده برای مایعات محلول و سیستم‌های جمع‌آوری گاز استفاده می‌شوند درصورت استفاده از سیستم یکپارچه خاک و ژئوتکستایل می‌توان وزن کل خاک اطراف و روی لوله و دیواره‌های کانال را بر سطح مقطع لوله اعمال نمود و به این ترتیب به وزن کافی جهت مقابله با نیروی شناوری دست یافت.

## حفاظت ژئوممبرین
ژئوتکستایل‌ها به‌طور مؤثر به عنوان بالشتک محافظتی از لایه‌های کنترل ضایعات در مقابل سوراخ شدگی و صدمات دیگر حفاظت می‌کنند. بدون لایه‌های محافظ، لبه‌های تیز مواد زیرین و مواد زائد موجب آسیب دیدگی ممبرین شده و نهایتاً از کیفیت و کارایی لایه‌ها می‌کاهد. انتخاب گرماژ مناسب برای زیر سازی ورق های ژئوممبران بستگی به نوع خاک بستر دارد و معمولا از گرماژ 300 به بالا مورد استفاده قرار میگیرد. جنس ژئوتکستایل مورد استفاده برای بستر سازی پلی استر می باشد.
مزایای ترکیب ژئوتکستایل و ژئوممبرین‌ها
- از الیاف ژئوتکستایل بافته نشده می‌توان جهت تقویت بعضی از ژئوممبرین‌های لایه‌ای مسطح استفاده نمود که به آن لایه آستری scrm گفته می‌شود.
- از سوراخ شدن ژئوممبرین در هنگام قرار گرفتن بر روی خاکریز جلوگیری می‌شود.
- از آنجا که ژئوتکستایل مانند یک لایه زهکشی، عمل کرده از افزایش فشار آب حفره‌ای در زیر
- امکان پخش تنش در قسمت تحتانی ژئوممبرین فراهم می‌شود.

سیستم‌های محافظ و زهکشی زیر چمن
از آنجا که چمن مصنوعی معمولاً بر روی آسفالت نصب می‌گردد چمن به مرور نازک و باعث پارگی بکینگ شده و نخ‌های تافت چمن از آن جدا می‌گردد که با برقراری ژئوتکستایل بین بیکینگ و آسفالت از این امکان جلوگیری می‌گردد.
این محصول برای چمن مصنوعی عمدتا در گرماژهای پایین، تولید و استفاده می‌شود.

## لاینینگ و ایزولاسیون تونل‌ها
در سیستم‌های ایزولاسیون و زهکشی تونل‌ها از لایه ژئوتکستایل به عنوان محافظ و زهکشی ورق ژئوممبران استفاده می‌شود. عموماً باید از ژئوتکستایلی استفاده نمود که در مقابل مواد شیمیایی مقاوم بوده و به خوبی سیال را زه کند و از صدمات احتمالی به لایه پلیمری آب‌بندکننده محافظت بعمل آورد یعنی از مقاومت خوبی در برابر فشارهای متمرکز پانچ‌کننده بر خوردار باشد.

## استحصال زمین‌های باتلاقی
استحصال زمین‌های باتلاقی، سست و آبگیر جهت بهره‌برداری و ساخت سازه‌های مختلف نیاز به تحکیم دارد که ژئوتکستایل بخاطر مقاومت کششی عالی و توزیع بار در سطح وسیع جایگزین مناسبی برای رو ش‌های سنتی زمان بر و پرخرج می‌باشد.

## مقاوم‌سازی زمین در برابر زلزله
زهکشی‌های قائم، ستون یا ترانشه‌ای از مصالح نفوذپذیر است که برای تخلیه اضافه فشار آب منفذی خاک‌های ماسه‌ای و رسی سست اشباع احداث می‌گردد تا احتمال روانگرایی و خسارت وارده در اثر زلزله کاهش یابد. مدل پیشنهادی زهکش‌های نیمه پیش ساخته ژئوتکستایلی می‌باشد که پس از حفاری خاک توسط ماشین‌های حفاری لایه‌های ژئوتکستایل درون برش قرار گرفته و به وسیله خا ک‌های دانه‌ای پر می‌گردد. ا ز مزیت این روش می‌توان به هزینه پائین، نصب سریع، بهبود خواص مکانیکی خاک در کوبش و کاهش روانگرایی، پیوستگی مطمئن زهکش، نفوذپذیری زیاد، دست خوردگی ناچیز خاک و زهکشی مناسب اشاره نمود.

## فیلتر در کانال‌های آبی
این کاربرد شناخته‌ترین و پر مصرف‌ترین کاربرد ژئوتکستایل می‌باشد. در این عمل ژئوتکستایل در تماس با خاکی که قرار است زهکشی شود قرار می‌گیرد. ژئوتکستایل‌ها در واقع جانشین مصالح ماسه‌ای می‌شوند و باید بتوانند همان عملکرد و کارایی فیلترهای ماسه‌ای را داشته باشند. هم فیلترهای ژئوتکستایلی و هم فیلترهای ماسه‌ای باید بتوانند بدون ایجاد هر گونه فشار هیدرواستاتیک اضافی، آب یا گاز را از خود عبور دهند.

## فیلتر در سدهای خاکی
فیلتر یکی از اجزاء مهم سازه‌های خاکی است که در ارتباط با جریان آب می‌باشند هنگامی که جریان نشت از یک خاک با دانه‌های نسبتاً ریز به مصالح درشت تر به زهکش وارد می‌شود، ممکن است مصالح ریزدانه از جای خود حرکت کرده، اولاً باعث بروز ناپایداری در کل سازه گردیده و خطر آفرین باشند و ثانیاً فضاهای خالی سیستم زهکش را پر کرده و در برابر حرکت آب ایجاد موانع کنند و در نتیجه باعث افزایش فشار هیدرواستاتیکی در سازه ش

## طراحی ژئوتکستایل فیلتر
الف:مهم‌ترین خصوصیات یک ژئوتکستایل فیلتر خاکی:
۱ -عدم عبور ذرات خاک: ژئوتکستایل فیلتری که در هریک از پروژه‌های عمرانی به عنوان فیلتر استفاده می‌شود حفره‌های موجود درآن باید به
اندازه ای کوچک باشد که نگذارد ذرات ریز خاک از آن عبور کند.
۲ -نفوذ پذیری: ژئوتکستایلی که به عنوان فیلتر در هریک از پروژه‌های عمرانی استفاده می‌شود دارای نفوذ پذیری بالایی در رابطه با جریان آب
داشته باشد به طوری که فشار آب حفره ای به حداقل خود در طول مسیربرسد و گرادیان هیدرولیکی کاهش یابد.
۳ -عدم گرفتگی: حفره‌ها یا روزنه‌های ژئوتکستایل فیلتر خاکی باید به اندازه ای باشد که در طول دورهٔ بهره‌برداری و عملکرد آن توسط ذرات ریز خاک
مسدود، گرفته نشود که این عامل باعث کاهش نفوذپذیری می‌گردد.
۴ -مقاومت فشاری در برابربارهای وارده: در هنگام نصب و در طول مدت کاری ژئوتکستایل ممکن است بارهای فشاری و دینامیکی توسط سنگ
های سنگین به صورت rap rip ,fill rack و… به ژئوتکستایل وارد گردد که مقاومت ژئوتکستایل در برابر این نیروها بسیار حائز اهمیت می
باشد.
۵ -دوام: مطمئناً مواد متشکلهٔ ژئوتکستایل باید در برابر عوامل شیمیایی، بیولوژیک و اشعه ماوراءبنفش که ممکن است حاصل از تابیدن نور
خورشید به آن می‌باشد، مقاومت از خود نشان دهد.

## مزایا
از جمله مزایای استفاده از ژئوتکستایل می‌توان به ساخت و نصب سریع، صرفه اقتصادی، مقاومت شیمیایی، دوام زیاد، عدم وجود جدایش بین دانه‌ها که در فیلترهای دانه‌ای در حین ساخت به وجود می‌آید و کاهش میزان حفاری اشاره کرد. ضخامت لایه ژئوتکستایل نسبت به لایه مصالح دانه‌ای خیلی کوچکتر است و این امر از نظر اقتصادی و اجرائی حائز اهمیت می‌باشد. قیمت و هزینه ژئوتکستایل عموماً در مقایسه با سایر مواد سیستم‌های زهکشی کمتر می‌باشد.
به طور خلاصه ژئوتکستایل ها به دو دسته کلی تقسیم میشوند:
ژئوتکستایل بافته
ژئوتکستایل نبافته
ژئوتکستایل های نبافته از سوزن زنی الیاف پلی استر یا پلی پروپیلن تولید میشوند.
ژئوتکستایل های بافته شده از بافتن نخ های پلی استر یا پلی پروپیلن تولید میشوند.
ژئوتکستایل‌ بافته نیازهای شما را در مورد استحکام کششی بالا و ازدیاد طول کم برآورده می‌کند.
به طور کلی ژئوتکستایل ها نه تنها برای استفاده بی‌ خطر هستند، بلکه در برابر مواد شیمیایی که به طور طبیعی در خاک وجود دارند نیز مقاوم هستند.
کامپوزیت های ژئوتکستایل مشخص هستند و محصولاتی مانند ژئوگریدها از این محصول ساخته می شوند. ژئوتکستایل ها، قابلیت تحمل بسیار بالایی دارند، و مقاوم هستند. طور کلی ، این مواد ژئوسنتتیک بوده و براساس پیکربندی از آن ها می توان در خیلی از موارد استفاده کرد و کاربردهای فراوانی دارند که بنا به خصوصیت و ویژگی های خود از آن ها می توان استفاده کرد.